# Trolejbusy w Szymkencie
Trolejbusy w Szymkencie − zlikwidowany system komunikacji trolejbusowej w Szymkencie w Kazachstanie.
Trolejbusy w Szymkencie uruchomiono w 1969. W mieście było 6 linii. System zamknięto w 2005. W 2005 w Szymkencie było 15 trolejbusów ZiU-9. W 2006 zdjęto przewody sieci trakcyjnej, działały dwie zajezdnie.